# Challenger de Bratislava 2
El Bratislava Open es un torneo profesional de tenis. Pertenece al ATP Challenger Tour. Se juega desde el año 2019 sobre pistas de tierra batida al aire libre, en Bratislava, Eslovaquia.

## Palmarés

### Individuales
| Año  | Campeón              | Finalista        | Resultado        |
| ---- | -------------------- | ---------------- | ---------------- |
| 2019 | Norbert Gombos       | Attila Balázs    | 6-3, 3-6, 6-2    |
| 2020 | No Celebrado         | No Celebrado     | No Celebrado     |
| 2021 | Tallon Griekspoor    | Sebastián Báez   | 7-6(6), 6-3      |
| 2022 | Alexander Shevchenko | Riccardo Bonadio | 6-3, 7-5         |
| 2023 | Vitaliy Sachko       | Dimitar Kuzmanov | 2-6, 6-2, 7-6(2) |
| 2024 | Kamil Majchrzak      | Henrique Rocha   | 6-0, 2-6, 6-3    |

### Dobles
| Año  | Campeones                            | Finalistas                        | Resultado    |
| ---- | ------------------------------------ | --------------------------------- | ------------ |
| 2019 | Sander Gillé Joran Vliegen           | Lukáš Klein Alex Molčan           | 6-2, 7-5     |
| 2020 | No Celebrado                         | No Celebrado                      | No Celebrado |
| 2021 | Denys Molchanov Aleksandr Nedovyesov | Sander Arends Luis David Martínez | 7–6(5), 6–1  |
| 2022 | Sriram Balaji Jeevan Nedunchezhiyan  | Vladyslav Manafov Oleg Prihodko   | 7–6(6), 6–4  |
| 2023 | Ariel Behar Adam Pavlásek            | Neil Oberleitner Tim Sandkaulen   | 6–4, 6–4     |
| 2024 | [Jakob Schnaitter]] Mark Wallner     | Miloš Karol Tomáš Láník           | 6–4, 6–4     |